# Черинов, Михаил Петрович
Михаил Петрович Черинов (1838—1905) — русский врач-терапевт, доктор медицины, заслуженный профессор Московского университета.

## Биография
Происходил из дворян; сын военного. После смерти отца от холеры в 1848 году был помещён в Воспитательный дом, а затем (за казенный счёт) во 2-ю московскую гимназию, после окончания которой поступил на медицинский факультет Московского университета. Во время обучения за участие в московских студенческих волнениях 1861 года получил предупреждение об увольнении из университета в случае неподчинения университетским правилам. По окончании университета в 1862 году со званием лекаря, Черинов более трёх лет стажировался в заграничных лабораториях и клиниках И. Мюллера, Г. Гельмгольца, Р. Вирхова и др., после чего работал лаборантом и ординатором клиники Г. А. Захарьина.
С 1867 года, после защиты докторской диссертации «По поводу учения о сахарном мочеизнурении (diabetes mellitus)», Черинов преподавал на кафедре диагностики в Московском университете: с марта 1869 — доцент, с ноября 1873 — экстраординарный профессор, с мая 1879 — ординарный профессор кафедры общей терапии и врачебной диагностики; ординарный профессор кафедры истории и энциклопедии медицины медицинского факультета (1884—1901). В 1881 году было напечатано его сочинение «О причинах заразных болезней», где он оспаривал увлечение бактериологов о всемогуществе бактерий; в 1894 году появилась его работа «О самозащите организмов. Невосприимчивость к заразным болезням». Важным делом М. П. Черинова в деятельности кафедры врачебной диагностики было открытие пропедевтической терапевтической клиники, открытой в 1874 году. С марта 1894 года он — заслуженный профессор Московского университета. Среди его учеников — Г. Н. Габричевский.
В чин действительного статского советника был произведён 28 декабря 1886 года.
В 1876—1892 годах был гласным Московской городской думы.
Умер 11 (24) апреля 1905 года в Москве. Ученик Черинова, Н. С. Кишкин, написал о нём книгу «Михаил Петрович Черинов» (1906).
По утверждению М. П. Кончаловского «Черинов был женат на знаменитой итальянской певице Ван Занд и ездил в карете на паре рыжих лошадей». В Москве он имел в собственности каменный дом.